# S.T.A.R.S.
S.T.A.R.S.는 캡콤의 게임 바이오하자드 시리즈에 등장하는 가공의 경찰 특수 부대이다. S.T.A.R.S.는 Special Tactics And Rescue Service(특수 전술 및 구조 부대)의 약칭이며, 스타스라고 발음한다.

## 개요
기동대와는 별도로 RPD(라쿤시 경찰)에 설치되어있는 특수 반으로, 1996년에 설립되었다. 본부 사무실은 RPD 경찰서 2층에 존재한다. 또한 RPD의 관할이지만 지휘 계통에서 독립하고있어, 독자적으로 활동이 가능한 특별한 조직 체제를 가지고 있었다. 엄브렐라 사건 이후, 라쿤 시티의 붕괴에 의해 RPD 자체가 소멸하게 된다. 또한 S.T.A.R.S. 생존자는 라쿤 시티 붕괴 후에도 활동을 계속하게 된다.